# Erison da Silva Santos Carnietto
Erison da Silva Santos Carnietto, mais conhecido como Baiano (Feira de Santana, 19 de janeiro de 1981), é um ex-futebolista brasileiro que atuava como volante e lateral direito.

## Carreira
Iniciou a carreira no Astro em 1996. Em 1997, foi campeão no Rio de Janeiro com o Astro o que levou o time a  representar a Seleção Brasileira Infantil nas preliminares da Copa do Mundo de 1998 na França, onde sagrou-se vice campeão.
No ano de 1999 atuou no futebol paranaense na Portuguesa Londrinense de lá foi emprestado para o Vasco da Gama sendo Campeão Carioca Juvenil invicto no mesmo ano.
Em 2000, já como jogador profissional disputou o Campeonato Paulista pelo São Bento de Sorocaba e no ano seguinte após um breve retorno à Portuguesa Londrinense foi transferido para o México atuando no Guerreros Acapulco do México com ligeira passagem no Cruz Azul.
No período de 2005 a 2006 voltou a atuar em campos brasileiros pela Portuguesa Londrinense. Em 2007, Baiano volta a jogar no exterior com FC Ararat time da primeira divisão da Armênia (Ásia). No ano seguinte tem sua primeira experiência no futebol europeu e estréia no Universitatea Cluj um dos times mais tradicionais na primeira divisão da Romênia.
Disputou a temporada 2008/2009 da Segunda Liga Romena pelo Bihor Oradea. No segundo semestre de 2009 retornou ao Universitatea Cluj e ajudou o time a retorna à primeira divisão romena.
Em julho de 2010 Baiano assinou contrato para com o CS Pandurii Târgu Jiu, clube da primeira divisão romena, a passagem pelo time foi rápida e ainda em 2010 foi transferido para o FC Politehnica Iaşi como um dos principais reforço da equipe para alcançar a primeira divisão.
Em janeiro de 2011, depois de jogar três anos na Romênia, Baiano assinou contrato com o time búlgaro Slavia Sofia. No ano seguinte em 2012, começou a atuar no Terengganu FA, da Malásia, que disputou a AFC Ásia. Após 4 anos em ter deixado os gramados Baiano voltou a jogar em 2017 disputando o campeonato paranaense da segunda divisão pela Portuguesa Londrinense.

## Títulos
Universitatea Cluj
- Segunda Divisão Romênia: 2010[4]